# Distrito de Erding
El distrito rural de Erding (en alemán: Landkreis Erding) es uno de los 71 distritos en los que está dividido administrativamente el estado alemán de Baviera, situado en la región administrativa de la Alta Baviera. Está rodeado (empezando por el norte, en el sentido de las agujas del reloj) por los distritos de Landshut, Mühldorf, Ebersberg, Múnich y Frisinga.
De este distrito procede una de las cervezas más conocidas a nivel internacional, la llamada Erdinger. Un buen ejemplo lo constituye la cerveza de trigo, Erdinger Weissbier, embotellada con levadura en suspensión.

## Historia
La región es una de las más antiguamente pobladas de Baviera, estando la ciudad de Erding situada en el camino entre los dos más importantes centros de poder de la Casa de Wittelsbach: Múnich y Landshut. Hacia 1230 se construyó un castillo sobre el río Sempt para asegurar dicho camino. Alrededor de este castillo creció el poblado que se convertiría en la ciudad de Erding.
El distrito de Erding fue fundado en 1938 y reorganizado después de la Segunda Guerra Mundial, en 1948. En la reforma del gobierno local de 1971 se corrigió ligeramente el tamaño del distrito hasta su estado actual con la incorporación de algunos pueblos de los distritos vecinos de Mühldorf y Wasserburg.

### Hermanamientos
El distrito de Erding está hermanado con el distrito de Bastia francés, de la isla de Córcega.

### Administradores del distrito
- 1938-1939: Josef Palmano
- 1939-1945: Konrad Häfner
- 1945 (interino): Dr. Max Lehmer
- 1946 (interino): Alfred Riedl
- 1946-1948 (interino): Dr. Max Lehmer
- 1948-1964: Dr. Herbert Weinberger
- 1964-1978: Simón Weinhuber
- 1978-1986: Hans Zehetmair
- 1986-2002: Xaver Bauer
- Desde 2002: Martin Bayerstorfer

## Geografía
El distrito de Erding se encuentra entre los 430 y 650 metros sobre el nivel del mar. La elevación más alta (649m) se encuentra al este de Lichtenweg, en la ciudad de mercado de Isen, en el límite sur del distrito.
El distrito ha sido un área principalmente agrícola situada al noreste de Múnich. Varios afluentes del río Isar (afluente a su vez del Danubio) cruzan el distrito de sur a norte, entre ellos el Sempt, el río de la ciudad de Erding. Al noroeste del distrito se encuentra el Erdinger Moos, que fue en tiempos una gran ciénaga. Una parte importante de esta área pantanosa fue desecada para construir el nuevo aeropuerto de Múnich abierto en 1992.

## Heráldica

Escudo de armas.

El escudo de armas, cortado en dos, muestra
- en la parte superior: la bandera de Baviera, formada por losanges (rombos) de azur y argén (azul y blanco), ajedrezados en banda.
- en la parte inferior: el caballo de gules, con cascos, crin y cola de oro de las armas del Condado de Haag.

## Ciudades y municipios
| Ciudades                                                            | Municipios | |
| ------------------------------------------------------------------- | --- | --- |
| 1. Dorfen 2. Erding Ciudades-Mercado (Markte) 1. Isen 2. Wartenberg | 1. Berglern 2. Bockhorn 3. Buch am Buchrain 4. Eitting 5. Finsing 6. Forstern 7. Fraunberg 8. Hohenpolding 9. Inning am Holz 10. Kirchberg 11. Langenpreising | 1. Lengdorf 2. Moosinning 3. Neuching 4. Oberding 5. Ottenhofen 6. Pastetten 7. Sankt Wolfgang 8. Steinkirchen 9. Taufkirchen 10. Walpertskirchen 11. Wörth |

### Mancomunidades (Verwaltungsgemeinschaften)
1. Hörlkofen
(municipios Walpertskirchen y Wörth)
2. Oberding
(municipios Eitting y Oberding)
3. Oberneuching
(municipios Neuching y Ottenhofen)
4. Pastetten
(municipios Buch a.Buchrain y Pastetten)
5. Steinkirchen
(municipios Hohenpolding, Inning a.Holz, Kirchberg y Steinkirchen)
6. Wartenberg
(la ciudad de mercado Wartenberg junto con los municipios Berglern y Langenpreising)